# Daniel Murray
Daniel Murray (Sheepwalk, 18 aprile 1768 – Dublino, 26 febbraio 1852) è stato un arcivescovo cattolico irlandese.

## Biografia
Di famiglia contadina, all'età di sedici anni fu inviato in Spagna per studiare presso il collegio irlandese e l'università di Salamanca. Fu ordinato prete nel 1792.
Tornato in patria, esercitò il ministero sacerdotale ad Arklow e a Dublino. Nel 1809 fu eletto arcivescovo di Gerapoli in partibus e coadiutore, con diritto di successione, di Dublino.
Aiutò Mary Aikenhead nella fondazione delle sue suore di carità e favorì la nascita di un ramo irlandese delle dame inglesi.
Succeduto a Troy come arcivescovo di Dublino nel 1825, invitò Edmund Rice ad aprire una scuola di fratelli cristiani a Dublino e assistette Catherine McAuley nella fondazione delle sue suore della misericordia.
Fu in corrispondenza con John Henry Newman prima della sua conversione al cattolicesimo.
Morì ottantaquattrenne a Dublino e fu sepolto nella procattedrale di Santa Maria.

## Genealogia episcopale e successione apostolica
La genealogia episcopale è:
- Cardinale Scipione Rebiba
- Cardinale Giulio Antonio Santori
- Cardinale Girolamo Bernerio, O.P.
- Arcivescovo Galeazzo Sanvitale
- Cardinale Ludovico Ludovisi
- Cardinale Luigi Caetani
- Cardinale Ulderico Carpegna
- Cardinale Paluzzo Paluzzi Altieri degli Albertoni
- Papa Benedetto XIII
- Papa Benedetto XIV
- Papa Clemente XIII
- Cardinale Enrico Benedetto Stuart
- Cardinale Ignazio Busca
- Arcivescovo John Thomas Troy, O.P.
- Arcivescovo Daniel Murray

La successione apostolica è:
- Vescovo James Keating (1819)
- Vescovo Agustino Baines, O.S.B. (1823)
- Arcivescovo Robert Laffan (1823)
- Arcivescovo John MacHale (1825)
- Vescovo William Kinsella (1829)
- Vescovo William O'Higgins (1829)
- Vescovo John Cantwell (1830)
- Vescovo Bartholomew Crotty (1833)
- Vescovo Edward Nolan (1834)
- Vescovo Patrick Raymond Griffith, O.P. (1837)
- Vescovo Francis Haly (1838)
- Vescovo John Fennelly (1841)
- Arcivescovo William Walsh (1842)
- Vescovo John Francis Whelan, O.C.D. (1842)
- Vescovo Edward Walsh (1846)
- Vescovo Myles Murphy (1850)